# الإنترنت في أفغانستان

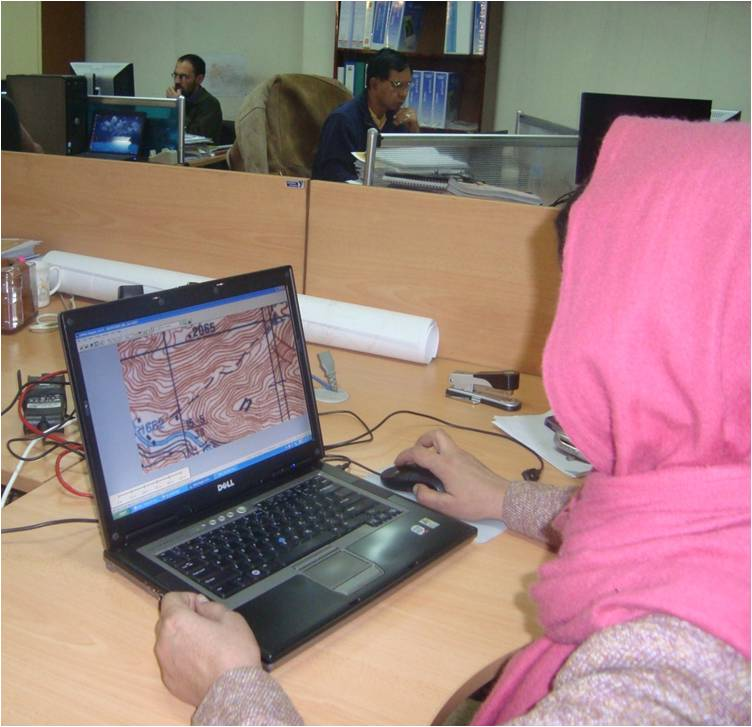
فتاة أفغانية تستخدم الإنترنت في إحدى جامعات كابول

ظهر الإنترنت في أفغانستان عام 2002 بعد تولي حكومة حامد كرازاي شؤون الدولة، بعد أن كان ممنوعًا من قبل حكومة طالبان بسبب الخوف من إمكانية الولوج إلى المحتويات غير الأخلاقية وغير الإسلامية، ولصعوبة مراقبته وفرض القيود عليه في ذلك الوقت حيث كان الناس يستمدون الخطوط الهاتفية من باكستان المُجاورة. أفغانستان تتحكم بنطاق الإنترنت ".af" ابتداءً من عام 2003.